# Lelångenleden
Lelångenleden is een regionale langeafstandsfietsroute in Zweden. De route start in Årjäng en eindigt in Uddevalla. De route is vernoemd naar de Uddevalla - Lelångens Järnväg, een voormalige smalspoorlijn tussen Uddevalla en Lelången. Het traject is bewegwijzerd in twee richtingen met de naam en het nummer 104 en is als regionale route onderdeel van de nationale fietsroutes van Zweden. 

## Traject
De route start in Årjäng. De route volgt het voormalige tracé van de smalspoorlijn Uddevalla - Lelångens Järnväg. De route voert door het landschap Dalsland.
In Bengtsfors kan worden aangesloten op de landelijke route Unionsleden welke de route kruist.
In eindpunt Uddevalla kan worden aangesloten op de EuroVelo EV12 Noordzeeroute.

## Aansluitingen met Europese routes
- In Uddevalla kan worden aangesloten op de EuroVelo EV12 Noordzeeroute.

## Aansluitingen met andere routes
- In Bengtsfors kruist de route de landelijke route Unionsleden.